# Michael Carlsson
Michael Carlsson, född 31 maj 1972 i Västerås, är en svensk före detta bandyspelare och nuvarande bandytränare för Västerås SK.
Efter en ettårig sejour i ryska HK Vodnik, Archangelsk, återvände han till Västerås SK 2004. I VSK gjorde han över 600 mål, ett målsnitt på strax över ett mål per match. Hans spelarfoto var det första som hängdes upp för alltid på väggen i hemmaarenan ABB Arena Syd, som ett sätt för klubben att hedra honom för hans insatser.
Carlsson har spelat 82 A-landskamper för svenska landslaget. 
Efter Västerås kvartsfinalsorti mot Sandvikens AIK den 26 februari 2011 meddelade Carlsson att han avslutade spelarkarriären. Under ett antal år, även som ännu aktiv spelare, fungerade han även som VSK:s sportchef.
I december 2012 började han spela med Köping IS. Säsongen 2013/2014 tränade han laget som tog klivet upp i Allsvenskan.
Sedan säsongen 2014/2015 är Carlsson huvudtränare i Västerås SK Bandy.
I Västerås förde han laget till två raka SM-guld, 2015 och 2016.
I april 2019 utnämndes Michael Carlsson till förbundskapten för svenska herrlandslaget. Han skulle leda laget över två mästerskap i Ryssland 2020 och 2021. Dessvärre spelades dock inga VM under hans tid som förbundskapten. Först på grund coronapandemin, sedan på grund av Rysslands fullskaliga krig mot Ukraina med början februari 2022. Efter att inte ha kunnat leda laget i något världsmästerskap, avgick Carlsson som förbundskapten när hans kontrakt löpte ut i april 2022.
18 mars 2023 ledde Carlsson sitt Västerås SK till klubbens 21:a guld på herrsidan, efter finalvinst över Villa Lidköping med 3-2.